# Areia (canção)
"Areia" é uma canção dos cantores brasileiros Sandy e Lucas Lima. Uma balada folk, "Areia" foi composta por Mike Tulio, Guto Oliveira, Ana Caetano, Sandy e Lima. A canção foi lançada como primeiro single de seu terceiro álbum de estúdio, Nós, Voz, Eles, em 24 de agosto de 2018 e precedida pelo episódio homônimo, postado no canal de Sandy no YouTube como parte da websérie Nós, Voz, Eles.

## Composição
Escrevendo para o g1, Mauro Ferreira descreveu a canção como "delicada" e "de tom folk, bem ao estilo do cancioneiro autoral da artista". Apesar de ser produtor e um dos compositores da canção, inicialmente, Lucas estava hesitante em colocar sua voz na faixa quando Sandy pediu a ele que participasse do projeto. Ela disse: "Lucas demorou para topar. Ele achava melhor não misturar casamento com música. Ficava preocupado com o que iriam falar. Ele nem queria que a música saísse logo no começo do projeto. Mas com meu jeitinho, o convenci".

## Lançamento e promoção
No dia 22 de agosto de 2018, Sandy liberou em seu canal no YouTube o episódio "Areia", parte da websérie Nós, Voz, Eles, homônima a seu terceiro álbum de estúdio. A websérie tem como intuito mostrar o processo de concepção de cada uma das faixas contidas no álbum. Em 24 de agosto, a canção foi lançada nas plataformas digitais. Para promover "Areia", Sandy e Lucas se apresentaram em programas de televisão como Domingão do Faustão, Altas Horas, SóTocaTop e Encontro com Fátima Bernardes.

## Uso na mídia
"Areia" foi incluída na trilha sonora da vigésima sexta temporada da série de televisão da Rede Globo Malhação, intitulada  Malhação: Vidas Brasileiras. A canção foi indicada ao Prêmio Extra de Televisão 2018 na categoria Tema de Novela.

## Vídeo musical
O videoclipe da faixa foi liberado em 24 de agosto, mostrando Sandy e Lucas frente a frente no estúdio de gravação que fica na casa deles em Campinas, intercalando com imagens da gravação e produção da canção.